# AFC Champions League 2016
AFC Champions League 2016 là mùa giải thứ 35 của giải vô địch cấp câu lạc bộ cao nhất châu Á được tổ chức bởi Liên đoàn bóng đá châu Á (AFC), và là lần thứ 14 dưới tên gọi AFC Champions League.
Jeonbuk Hyundai Motors đánh Al-Ain trong trận chung kết để giành danh hiệu AFC Champions League thứ hai trong lịch sử, và tham dự Giải vô địch bóng đá thế giới các câu lạc bộ 2016 tại Nhật Bản với tư cách là đại diện của AFC. Quảng Châu Hằng Đại Đào Bảo là đương kim vô địch, nhưng không vượt qua vòng bảng của giải đấu.

## Phân bổ đội của các hiệp hội
Ủy ban thi đấu AFC đã đề xuất thay đổi các giải đấu cấp câu lạc bộ của AFC vào ngày 25 tháng 1 năm 2014, được phê chuẩn bởi Ủy ban điều hành AFC vào ngày 16 tháng 4 năm 2014. 46 hiệp hội thành viên của AFC (ngoại trừ Quần đảo Bắc Mariana) được xếp hạng dựa trên thành tích của đội tuyển quốc gia và câu lạc bộ của họ trong bốn năm qua trong các giải đấu của AFC, với việc phân bổ các vị trí cho các phiên bản 2015 và 2016 của các giải đấu cấp câu lạc bộ châu Á được xác định bởi bảng xếp hạng năm 2014:
- Các hiệp hội được chia làm hai khu vực Tây và Đông Á, với 23 hiệp hội ở mỗi khu vực:
  - Khu vực Tây Á bao gồm các hiệp hội đến từ Tây Á, Trung Á, Nam Á, ngoại trừ Ấn Độ và Maldives.
  - Khu vực Đông Á bao gồm các hiệp hội đến từ ASEAN và Đông Á, cộng thêm Ấn Độ và Maldives.
- Ở mỗi khu vực, có tổng cộng 12 suất vào thẳng vòng bảng, và 4 suất còn lại được quyết định qua vòng loại.
- 12 hiệp hội thành viên hàng đầu của mỗi khu vực theo bảng xếp hạng AFC có thể có suất dự vòng bảng và vòng loại ở AFC Champions League, miễn họ đáp ứng các tiêu chí tối thiểu của AFC Champions League.
- Các hiệp hội xếp hạng 1-6 ở khu vực Tây và Đông Á nhận suất vào vòng bảng, trong khi các hiệp hội còn lại nhận suất vào vòng loại:
  - Các hiệp hội xếp hạng 1-2 có ba suất vào vòng bảng và một suất vào vòng loại (ở vòng play-off).
  - Các hiệp hội xếp hạng 3-4 có hai suất vào vòng bảng và hai suất vào vòng loại (một ở vòng play-off, một ở vòng loại thứ hai).
  - Các hiệp hội xếp hạng 5 có một suất vào vòng bảng và hai suất vào vòng loại (ở vòng loại thứ hai).
  - Các hiệp hội xếp hạng 6 có một suất vào vòng bảng và một suất vào vòng loại (ở vòng loại thứ hai).
  - Các hiệp hội xếp hạng 7-12 có một suất vào vòng loại (ở vòng loại thứ nhất).
  - Số lượng vị trí tối đa cho mỗi hiệp hội là một phần ba tổng số câu lạc bộ trong giải đấu hàng đầu (ví dụ: Úc chỉ có thể nhận được tối đa ba vị trí vì chỉ có chín câu lạc bộ có trụ sở tại Úc ở A-League).

Ủy ban thi đấu AFC đã hoàn tất việc phân bổ vị trí cho các phiên bản AFC Champions League 2015 và 2016 dựa trên các tiêu chí, bao gồm bảng xếp hạng hiệp hội của AFC và việc thực hiện các quy định cấp phép câu lạc bộ, vào ngày 28 tháng 11 năm 2014.
Bảng sau đây cho thấy phân bổ vị trí cho AFC Champions League 2016, được điều chỉnh tương ứng do một số vị trí không được sử dụng.
| Participation for 2016 AFC Champions League | Participation for 2016 AFC Champions League |
| ------------------------------------------- | ------------------------------------------- |
|                                             | Fulfills participation criteria             |
|                                             | Does not fulfill participation criteria     |

| Xếp hạng | Xếp hạng | Hiệp hội thành viên | Điểm   | Suất dự   | Suất dự       | Suất dự        | Suất dự        |
| Xếp hạng | Xếp hạng | Hiệp hội thành viên | Điểm   | Vòng bảng | Vòng loại     | Vòng loại      | Vòng loại      |
| Khu vực  | AFC      | Hiệp hội thành viên | Điểm   | Vòng bảng | Vòng play-off | Vòng sơ loại 2 | Vòng sơ loại 1 |
| -------- | -------- | ------------------- | ------ | --------- | ------------- | -------------- | -------------- |
| 1        | 2        | Ả Rập Xê Út         | 88.268 | 3         | 1             | 0              | 0              |
| 2        | 3        | Iran                | 80.794 | 3         | 1             | 0              | 0              |
| 3        | 5        | Uzbekistan          | 62.272 | 3         | 1             | 0              | 0              |
| 4        | 7        | UAE[A]              | 57.792 | 2         | 2             | 0              | 0              |
| 5        | 9        | Qatar[B]            | 56.103 | 1         | 2             | 0              | 0              |
| 6        | 10       | Iraq[C]             | 47.106 | 0         | 0             | 0              | 0              |
| 7        | 11       | Kuwait[D]           | 45.423 | 0         | 0             | 0              | 0              |
| 8        | 12       | Jordan[E]           | 44.309 | 0         | 1             | 0              | 0              |
| 9        | 14       | Oman[F]             | 30.586 | 0         | 0             | 0              | 0              |
| 10       | 16       | Bahrain[F]          | 25.547 | 0         | 0             | 0              | 0              |
| 11       | 17       | Li Băng[F]          | 25.043 | 0         | 0             | 0              | 0              |
| 12       | 19       | Syria[F]            | 22.883 | 0         | 0             | 0              | 0              |
| Tổng     | Tổng     | Tổng                | Tổng   | 12        | 8             | 0              | 0              |
| Tổng     | Tổng     | Tổng                | Tổng   | 12        | 8             |                |                |
| Tổng     | Tổng     | Tổng                | Tổng   | 20        |               |                |                |

| Xếp hạng | Xếp hạng | Hiệp hội thành viên | Điểm   | Suất dự   | Suất dự       | Suất dự        | Suất dự        |
| Xếp hạng | Xếp hạng | Hiệp hội thành viên | Điểm   | Vòng bảng | Vòng loại     | Vòng loại      | Vòng loại      |
| Khu vực  | AFC      | Hiệp hội thành viên | Điểm   | Vòng bảng | Vòng play-off | Vòng sơ loại 2 | Vòng sơ loại 1 |
| -------- | -------- | ------------------- | ------ | --------- | ------------- | -------------- | -------------- |
| 1        | 1        | Hàn Quốc            | 94.866 | 3         | 1             | 0              | 0              |
| 2        | 4        | Nhật Bản            | 77.107 | 3         | 1             | 0              | 0              |
| 3        | 6        | Australia           | 57.940 | 2         | 1             | 0              | 0              |
| 4        | 8        | Trung Quốc          | 57.660 | 2         | 1             | 1              | 0              |
| 5        | 13       | Thái Lan            | 33.049 | 1         | 0             | 2              | 0              |
| 6        | 15       | Việt Nam            | 27.753 | 1         | 0             | 1              | 0              |
| 7        | 18       | Indonesia[G]        | 25.004 | 0         | 0             | 0              | 0              |
| 8        | 20       | Hồng Kông           | 20.077 | 0         | 0             | 1              | 0              |
| 9        | 21       | Myanmar[H]          | 18.949 | 0         | 0             | 1              | 0              |
| 10       | 22       | Malaysia[H]         | 18.153 | 0         | 0             | 1              | 0              |
| 11       | 23       | Ấn Độ               | 16.756 | 0         | 0             | 0              | 1              |
| 12       | 24       | Singapore           | 16.097 | 0         | 0             | 0              | 1              |
| Tổng     | Tổng     | Tổng                | Tổng   | 12        | 4             | 7              | 2              |
| Tổng     | Tổng     | Tổng                | Tổng   | 12        | 13            |                |                |
| Tổng     | Tổng     | Tổng                | Tổng   | 25        |               |                |                |

Chú thích
1. ^ Đội đứng thứ tư của Các Tiểu Vương quốc Ả Rập Thống nhất tham dự vòng play-off thay vì vòng loại thứ hai.
2. ^ Đội đứng thứ ba và thứ tư của Qatar tham dự vòng play-off thay vì vòng loại thứ hai.
3. ^ Iraq được phân bổ hai suất, nhưng không được tham dự giải vì không có câu lạc bộ nào được cấp phép bởi AFC.
4. ^ Kuwait được phân bổ một suất, nhưng không được tham dự giải do chịu cấm vận của FIFA.
5. ^ Câu lạc bộ đến từ Jordan tham dự vòng play-off thay vì vòng loại thứ nhất.
6. ^ a b c d Oman, Bahrain, Li Băng và Syria mỗi hiệp hội được phân bổ một suất, nhưng không được tham dự giải vì không có câu lạc bộ nào được cấp phép bởi AFC.
7. ^ Indonesia được phân bổ một suất, nhưng không được tham dự giải do chịu cấm vận của FIFA.
8. ^ a b Các câu lạc bộ đến từ Myanmar và Malaysia tham dự vòng loại thứ hai thay vì vòng loại thứ nhất.

## Các đội tham dự
Chú thích:
- TH: Đương kim vô địch
- AC: Đội vô địch AFC Cup
- 1st, 2nd, 3rd,...: Vị trí tại giải quốc nội
- CW: Đội vô địch cúp quốc gia

| Tây Á                               | Tây Á                         | Tây Á                       | Tây Á                            |
| ----------------------------------- | ----------------------------- | --------------------------- | -------------------------------- |
| Al-Nassr (1st)                      | Sepahan (1st)                 | Pakhtakor (1st)             | Al-Ain (1st)                     |
| Al-Hilal (3rd, CW)                  | Zob Ahan (CW)                 | Nasaf Qarshi (3rd, CW)      | Al-Nasr (CW)                     |
| Al-Ahli (2nd)                       | Tractor Sazi (2nd)            | Lokomotiv Tashkent (2nd)    | Lekhwiya (1st)                   |
| Đông Á                              |                               |                             |                                  |
| Quảng Châu Hằng Đại Đào BảoTH (1st) | Suwon Samsung Bluewings (2nd) | Urawa Red Diamonds (3rd)    | Giang Tô Tô Ninh (CW) [Note CHN] |
| Jeonbuk Hyundai Motors (1st)        | Sanfrecce Hiroshima (1st)     | Melbourne Victory (1st, CW) | Buriram United (1st, CW)         |
| FC Seoul (CW)                       | Gamba Osaka (2nd, CW)         | Sydney FC (2nd)             | Becamex Bình Dương (1st, CW)     |

| Tây Á             | Tây Á             | Đông Á                | Đông Á |
| ----------------- | ----------------- | --------------------- | ------ |
| Al-Ittihad (4th)  | Al-Shabab (3rd)   | Pohang Steelers (3rd) |        |
| Naft Tehran (3rd) | Al-Sadd (2nd, CW) | FC Tokyo (4th)        |        |
| Bunyodkor (4th)   | El Jaish (3rd)    | Adelaide United (3rd) |        |
| Al-Jazira (2nd)   | Al-Wehdat (1st)   | Thượng Hải SIPG (2nd) |        |

| Tây Á | Tây Á | Đông Á                     | Đông Á              |
| ----- | ----- | -------------------------- | ------------------- |
|       |       | Johor Darul Ta'zimAC (1st) | Hà Nội T&T (2nd)    |
|       |       | Sơn Đông Lỗ Năng (3rd)     | Kiệt Chí (1st)      |
|       |       | Muangthong United (2nd)    | Yangon United (1st) |
|       |       | Chonburi (4th) [Note THA]  |                     |

| Tây Á | Tây Á | Đông Á            | Đông Á                           |
| ----- | ----- | ----------------- | -------------------------------- |
|       |       | Mohun Bagan (1st) | Tampines Rovers (2nd) [Note SIN] |

Chú thích
1. ^ Trung Quốc (CHN): Giang Tô Tô Ninh đổi tên từ "Giang Tô Sainty" vào tháng 12 năm 2015. Họ được AFC gọi là "Giang Tô FC" trong các báo cáo chính thức cho AFC Champions League 2016.
2. ^ Singapore (SIN): Brunei DPMM, đội vô địch S.League 2015, là đội bóng đến từ Brunei, do đó không thể đại diện cho Singapore tham dự các giải đấu của AFC, vị trí của họ được thay thế bởi Tampines Rovers, đội á quân của giải.
3. ^ Thái Lan (THA): Suphanburi, đội hạng ba Giải Ngoại hạng Thái 2015, không được cấp phép bởi AFC, vị trí của họ được thay thế bởi Chonburi, đội hạng tư của giải.[10]

## Vòng loại

### Vòng sơ loại 1
| Đội 1       | Tỉ số  | Đội 2           |
| Đông Á      | Đông Á | Đông Á          |
| ----------- | ------ | --------------- |
| Mohun Bagan | 3–1    | Tampines Rovers |

### Vòng sơ loại 2
| Đội 1             | Tỉ số                | Đội 2              |
| Đông Á            | Đông Á               | Đông Á             |
| ----------------- | -------------------- | ------------------ |
| Hà Nội T&T        | 1–0                  | Kiệt Chí           |
| Chonburi          | 3–2 (s.h.p.)         | Yangon United      |
| Sơn Đông Lỗ Năng  | 6–0                  | Mohun Bagan        |
| Muangthong United | 0–0 (s.h.p.) (3–0 p) | Johor Darul Ta'zim |

### Vòng play-off
| Đội 1           | Tỉ số                | Đội 2             |
| Tây Á           | Tây Á                | Tây Á             |
| --------------- | -------------------- | ----------------- |
| Al-Ittihad      | 2–1                  | Al-Wehdat         |
| Naft Tehran     | 0–2                  | El Jaish          |
| Bunyodkor       | 2–0                  | Al-Shabab         |
| Al-Jazira       | 2–2 (s.h.p.) (5–4 p) | Al-Sadd           |
| Đông Á          |                      |                   |
| Pohang Steelers | 3–0                  | Hà Nội T&T        |
| FC Tokyo        | 9–0                  | Chonburi          |
| Adelaide United | 1–2                  | Sơn Đông Lỗ Năng  |
| Thượng Hải SIPG | 3–0                  | Muangthong United |

## Vòng bảng

### Bảng A
| VT | Đội                | ST | T | H | B | BT | BB | HS | Đ  | Giành quyền tham dự |     | LOK | NAS | ITT | SEP |
| -- | ------------------ | -- | - | - | - | -- | -- | -- | -- | ------------------- | --- | --- | --- | --- | --- |
| 1  | Lokomotiv Tashkent | 6  | 2 | 4 | 0 | 6  | 3  | +3 | 10 | Vòng loại trực tiếp |     | —   | 0–0 | 1–1 | 1–0 |
| 2  | Al-Nasr            | 6  | 2 | 3 | 1 | 5  | 4  | +1 | 9  | Vòng loại trực tiếp |     | 1–1 | —   | 0–0 | 2–0 |
| 3  | Al-Ittihad         | 6  | 2 | 3 | 1 | 9  | 4  | +5 | 9  |                     |     | 1–1 | 1–2 | —   | 4–0 |
| 4  | Sepahan            | 6  | 1 | 0 | 5 | 2  | 11 | −9 | 3  |                     | 0–2 | 2–0 | 0–2 | —   |     |

1. 1 2  Điểm đối đầu: Al-Nasr 4, Al-Ittihad 1.

### Bảng B
| VT | Đội       | ST | T | H | B | BT | BB | HS  | Đ  | Giành quyền tham dự |     | ZOB | LEK | NSR | BYD |
| -- | --------- | -- | - | - | - | -- | -- | --- | -- | ------------------- | --- | --- | --- | --- | --- |
| 1  | Zob Ahan  | 6  | 4 | 2 | 0 | 12 | 2  | +10 | 14 | Vòng loại trực tiếp |     | —   | 0–0 | 3–0 | 5–2 |
| 2  | Lekhwiya  | 6  | 2 | 3 | 1 | 7  | 2  | +5  | 9  | Vòng loại trực tiếp |     | 0–1 | —   | 4–0 | 0–0 |
| 3  | Al-Nassr  | 6  | 1 | 2 | 3 | 5  | 14 | −9  | 5  |                     |     | 0–3 | 1–1 | —   | 3–3 |
| 4  | Bunyodkor | 6  | 0 | 3 | 3 | 5  | 11 | −6  | 3  |                     | 0–0 | 0–2 | 0–1 | —   |     |

### Bảng C
| VT | Đội          | ST | T | H | B | BT | BB | HS  | Đ  | Giành quyền tham dự |     | TRA | HIL | PAK | JAZ |
| -- | ------------ | -- | - | - | - | -- | -- | --- | -- | ------------------- | --- | --- | --- | --- | --- |
| 1  | Tractor Sazi | 6  | 4 | 0 | 2 | 10 | 3  | +7  | 12 | Vòng loại trực tiếp |     | —   | 1–2 | 2–0 | 4–0 |
| 2  | Al-Hilal     | 6  | 3 | 2 | 1 | 10 | 7  | +3  | 11 | Vòng loại trực tiếp |     | 0–2 | —   | 4–1 | 1–0 |
| 3  | Pakhtakor    | 6  | 3 | 1 | 2 | 10 | 9  | +1  | 10 |                     |     | 1–0 | 2–2 | —   | 3–0 |
| 4  | Al-Jazira    | 6  | 0 | 1 | 5 | 2  | 13 | −11 | 1  |                     | 0–1 | 1–1 | 1–3 | —   |     |

### Bảng D
| VT | Đội          | ST | T | H | B | BT | BB | HS | Đ  | Giành quyền tham dự |     | JSH | AIN | AHL | NSF |
| -- | ------------ | -- | - | - | - | -- | -- | -- | -- | ------------------- | --- | --- | --- | --- | --- |
| 1  | El Jaish     | 6  | 3 | 1 | 2 | 6  | 8  | −2 | 10 | Vòng loại trực tiếp |     | —   | 2–1 | 1–4 | 1–0 |
| 2  | Al-Ain       | 6  | 3 | 1 | 2 | 8  | 6  | +2 | 10 | Vòng loại trực tiếp |     | 1–2 | —   | 1–0 | 2–0 |
| 3  | Al-Ahli      | 6  | 3 | 0 | 3 | 10 | 7  | +3 | 9  |                     |     | 2–0 | 1–2 | —   | 2–1 |
| 4  | Nasaf Qarshi | 6  | 1 | 2 | 3 | 4  | 7  | −3 | 5  |                     | 0–0 | 1–1 | 2–1 | —   |     |

1. 1 2  Điểm đối đầu: El Jaish 6, Al-Ain 0.

### Bảng E
| VT | Đội                    | ST | T | H | B | BT | BB | HS | Đ  | Giành quyền tham dự |     | JHM | TOK | JIA | BBD |
| -- | ---------------------- | -- | - | - | - | -- | -- | -- | -- | ------------------- | --- | --- | --- | --- | --- |
| 1  | Jeonbuk Hyundai Motors | 6  | 3 | 1 | 2 | 13 | 9  | +4 | 10 | Vòng loại trực tiếp |     | —   | 2–1 | 2–2 | 2–0 |
| 2  | FC Tokyo               | 6  | 3 | 1 | 2 | 8  | 8  | 0  | 10 | Vòng loại trực tiếp |     | 0–3 | —   | 0–0 | 3–1 |
| 3  | Giang Tô Tô Ninh       | 6  | 2 | 3 | 1 | 10 | 7  | +3 | 9  |                     |     | 3–2 | 1–2 | —   | 3–0 |
| 4  | Becamex Bình Dương     | 6  | 1 | 1 | 4 | 6  | 13 | −7 | 4  |                     | 3–2 | 1–2 | 1–1 | —   |     |

1. 1 2  Điểm đối đầu: Jeonbuk Hyundai Motors 6, FC Tokyo 0.

### Bảng F
| VT | Đội                 | ST | T | H | B | BT | BB | HS  | Đ  | Giành quyền tham dự |     | SEO | SHD | HIR | BUR |
| -- | ------------------- | -- | - | - | - | -- | -- | --- | -- | ------------------- | --- | --- | --- | --- | --- |
| 1  | FC Seoul            | 6  | 4 | 1 | 1 | 17 | 5  | +12 | 13 | Vòng loại trực tiếp |     | —   | 0–0 | 4–1 | 2–1 |
| 2  | Sơn Đông Lỗ Năng    | 6  | 3 | 2 | 1 | 7  | 5  | +2  | 11 | Vòng loại trực tiếp |     | 1–4 | —   | 1–0 | 3–0 |
| 3  | Sanfrecce Hiroshima | 6  | 3 | 0 | 3 | 9  | 8  | +1  | 9  |                     |     | 2–1 | 1–2 | —   | 3–0 |
| 4  | Buriram United      | 6  | 0 | 1 | 5 | 1  | 16 | −15 | 1  |                     | 0–6 | 0–0 | 0–2 | —   |     |

### Bảng G
| VT | Đội                     | ST | T | H | B | BT | BB | HS | Đ  | Giành quyền tham dự |     | SSI | MEL | SSB | GAM |
| -- | ----------------------- | -- | - | - | - | -- | -- | -- | -- | ------------------- | --- | --- | --- | --- | --- |
| 1  | Thượng Hải SIPG         | 6  | 4 | 0 | 2 | 10 | 8  | +2 | 12 | Vòng loại trực tiếp |     | —   | 3–1 | 2–1 | 2–1 |
| 2  | Melbourne Victory       | 6  | 2 | 3 | 1 | 7  | 7  | 0  | 9  | Vòng loại trực tiếp |     | 2–1 | —   | 0–0 | 2–1 |
| 3  | Suwon Samsung Bluewings | 6  | 2 | 3 | 1 | 7  | 4  | +3 | 9  |                     |     | 3–0 | 1–1 | —   | 0–0 |
| 4  | Gamba Osaka             | 6  | 0 | 2 | 4 | 4  | 9  | −5 | 2  |                     | 0–2 | 1–1 | 1–2 | —   |     |

1. 1 2  Bàn thắng sân khách đối đầu: Melbourne Victory 1, Suwon Samsung Bluewings 0.

### Bảng H
| VT | Đội                 | ST | T | H | B | BT | BB | HS | Đ  | Giành quyền tham dự |     | SYD | URA | GZE | POH |
| -- | ------------------- | -- | - | - | - | -- | -- | -- | -- | ------------------- | --- | --- | --- | --- | --- |
| 1  | Sydney FC           | 6  | 3 | 1 | 2 | 4  | 4  | 0  | 10 | Vòng loại trực tiếp |     | —   | 0–0 | 2–1 | 1–0 |
| 2  | Urawa Red Diamonds  | 6  | 2 | 3 | 1 | 6  | 4  | +2 | 9  | Vòng loại trực tiếp |     | 2–0 | —   | 1–0 | 1–1 |
| 3  | Quảng Châu Hằng Đại | 6  | 2 | 2 | 2 | 6  | 5  | +1 | 8  |                     |     | 1–0 | 2–2 | —   | 0–0 |
| 4  | Pohang Steelers     | 6  | 1 | 2 | 3 | 2  | 5  | −3 | 5  |                     | 0–1 | 1–0 | 0–2 | —   |     |

## Vòng loại trực tiếp

### Vòng 16 đội
Ở vòng 16 đội, đội nhất bảng này đấu với đội nhì bảng khác trong cùng khu vực, đội nhất bảng tổ chức trận lượt về.
| Đội 1              | TTS         | Đội 2                  | Lượt đi | Lượt về      |
| Tây Á              | Tây Á       | Tây Á                  | Tây Á   | Tây Á        |
| ------------------ | ----------- | ---------------------- | ------- | ------------ |
| Al-Hilal           | 1–2         | Lokomotiv Tashkent     | 0–0     | 1–2          |
| Al-Nasr            | 5–4         | Tractor Sazi           | 4–1     | 1–3          |
| Al-Ain             | 3–1         | Zob Ahan               | 1–1     | 2–0          |
| Lekhwiya           | 4–6         | El Jaish               | 0–4     | 4–2          |
| Đông Á             |             |                        |         |              |
| Melbourne Victory  | 2–3         | Jeonbuk Hyundai Motors | 1–1     | 1–2          |
| FC Tokyo           | 2–2 (a)     | Thượng Hải SIPG        | 2–1     | 0–1          |
| Urawa Red Diamonds | 3–3 (6–7 p) | FC Seoul               | 1–0     | 2–3 (s.h.p.) |
| Sơn Đông Lỗ Năng   | 3–3 (a)     | Sydney FC              | 1–1     | 2–2          |

### Tứ kết
Lễ bốc thăm vòng tứ kết diễn ra vào ngày 9 tháng 6 năm 2016, vào 16:00 MYT (UTC+8), tại khách sạn Petaling Jaya Hilton tại Kuala Lumpur, Malaysia. Không có đội hạt giống, vì vậy các đội cùng hiệp hội có thể được xếp cặp đối đầu với nhau.
| Đội 1           | TTS   | Đội 2                  | Lượt đi    | Lượt về |
| Tây Á           | Tây Á | Tây Á                  | Tây Á      | Tây Á   |
| --------------- | ----- | ---------------------- | ---------- | ------- |
| Al-Ain          | 1–0   | Lokomotiv Tashkent     | 0–0        | 1–0     |
| El Jaish        | 4–0   | Al-Nasr                | 3–0 (awd.) | 1–0     |
| Đông Á          |       |                        |            |         |
| Thượng Hải SIPG | 0–5   | Jeonbuk Hyundai Motors | 0–0        | 0–5     |
| FC Seoul        | 4–2   | Sơn Đông Lỗ Năng       | 3–1        | 1–1     |

1. ^ Trận lượt đi giữa El Jaish và Al-Nasr kết thúc với tỉ số 3–0 nghiêng về Al-Nasr, nhưng El Jaish đã được xử thắng 3–0 bởi Uỷ ban Kỷ luật AFC vào ngày 12 tháng 9 năm 2016, do Al-Nasr đưa cầu thủ Wanderley, người bị phát hiện sử dụng hộ chiếu Indonesia giả, vào sân.[14]

### Bán kết
| Đội 1                  | TTS   | Đội 2    | Lượt đi | Lượt về |
| Tây Á                  | Tây Á | Tây Á    | Tây Á   | Tây Á   |
| ---------------------- | ----- | -------- | ------- | ------- |
| Al-Ain                 | 5–3   | El Jaish | 3–1     | 2–2     |
| Đông Á                 |       |          |         |         |
| Jeonbuk Hyundai Motors | 5–3   | FC Seoul | 4–1     | 1–2     |

### Chung kết
| Jeonbuk Hyundai Motors    | 2–1      | Al-Ain       |
| ------------------------- | -------- | ------------ |
| Leonardo 70', 77' (ph.đ.) | Chi tiết | Asprilla 63' |

| Al-Ain            | 1–1      | Jeonbuk Hyundai Motors |
| ----------------- | -------- | ---------------------- |
| Lee Myung-joo 34' | Chi tiết | Han Kyo-won 30'        |

Jeonbuk Hyundai Motors thắng với tổng tỉ số 3–2.

## Giải thưởng
| Giải thưởng                | Cầu thủ          | Câu lạc bộ |
| -------------------------- | ---------------- | ---------- |
| Cầu thủ xuất sắc nhất giải | Omar Abdulrahman | Al-Ain     |
| Vua phá lưới               | Adriano          | FC Seoul   |
| Đội đoạt giải phong cách   | —                | Al-Ain     |

## Các cầu thủ ghi bàn hàng đầu
| Xếp hạng | Cầu thủ                | Câu lạc bộ             | MD1 | MD2 | MD3 | MD4 | MD5 | MD6 | 2R1 | 2R2 | QF1 | QF2 | SF1 | SF2 | F1 | F2 | Tổng |
| -------- | ---------------------- | ---------------------- | --- | --- | --- | --- | --- | --- | --- | --- | --- | --- | --- | --- | -- | -- | ---- |
| 1        | Adriano                | FC Seoul               | 4   | 3   | 2   |     |     | 1   |     | 1   | 1   |     |     | 1   |    |    | 13   |
| 2        | Leonardo               | Jeonbuk Hyundai Motors |     |     |     |     |     | 1   | 1   | 2   |     | 2   | 2   |     | 2  |    | 10   |
| 3        | Romarinho              | El Jaish               | 1   |     |     |     |     |     | 2   | 1   |     | 1   |     | 2   |    |    | 7    |
| 4        | Dejan Damjanović       | FC Seoul               | 1   |     | 1   |     | 1   |     |     | 1   | 1   |     |     |     |    |    | 5    |
| 4        | Douglas                | Al-Ain                 | 1   |     |     | 2   |     |     | 1   |     |     |     | 1   |     |    |    | 5    |
| 4        | Igor Sergeev           | Pakhtakor              | 1   | 1   | 1   |     | 2   |     |     |     |     |     |     |     |    |    | 5    |
| 4        | Lee Dong-gook          | Jeonbuk Hyundai Motors | 1   | 1   | 1   |     |     |     |     |     |     | 2   |     |     |    |    | 5    |
| 4        | Wu Lei                 | Thượng Hải SIPG        | 1   | 1   |     | 1   |     |     | 1   | 1   |     |     |     |     |    |    | 5    |
| 9        | Danilo Moreno Asprilla | Al-Ain                 |     |     |     |     | 1   | 1   |     | 1   |     |     |     |     | 1  |    | 4    |
| 9        | Besart Berisha         | Melbourne Victory      | 1   |     |     |     |     | 1   | 1   | 1   |     |     |     |     |    |    | 4    |
| 9        | Elkeson                | Thượng Hải SIPG        |     | 1   | 2   |     | 1   |     |     |     |     |     |     |     |    |    | 4    |
| 9        | Abderrazak Hamdallah   | El Jaish               | 1   | 1   |     |     | 1   |     | 1   |     |     |     |     |     |    |    | 4    |
| 9        | Jô                     | Giang Tô Tô Ninh       |     | 1   |     | 1   | 1   | 1   |     |     |     |     |     |     |    |    | 4    |
| 9        | Nguyễn Anh Đức         | Becamex Bình Dương     | 1   | 1   |     | 2   |     |     |     |     |     |     |     |     |    |    | 4    |
| 9        | Diego Tardelli         | Sơn Đông Lỗ Năng       | 1   | 1   |     |     | 1   |     | 1   |     |     |     |     |     |    |    | 4    |

Chú thích: Bàn thắng ghi được ở vòng loại không được tính.
Nguồn: the-AFC.com

## Tranh cãi
Vào ngày 25 tháng 1 năm 2016, AFC thông báo thay đổi lịch thi đấu vòng bảng do Ả Rập Xê Út từ chối chơi ở Iran. Sau thay đổi, toàn bộ các trận đấu giữa các câu lạc bộ đến từ Iran và Ả Rập Xê Út (bao gồm các đội thắng vòng loại nếu có thể) được chuyển đến ngày thi đấu 5/6 và 6/6 (19–20 tháng 4 và 3–4 tháng 5). Địa điểm của các trận đấu này sẽ được quyết định sau hạn chót đánh giá vào ngày 15 tháng 3 năm 2016. Vì khi đó, không có sự trở lại quan hệ bình thường giữa hai nước khi Ả Rập Xê Út từ chối dỡ bỏ các hạn chế đi lại của họ tới Iran, AFC đã chấp nhận đề nghị của Liên đoàn bóng đá Ả Rập Xê Út, đề nghị chơi tất cả các trận đấu giữa các đội từ Iran và Ả Rập Xê Út ở các địa điểm trung lập. Liên đoàn bóng đá Ả Rập Xê Út ủng hộ các câu lạc bộ của họ từ chối đến Iran. Liên đoàn bóng đá Iran đã tuyên bố rằng họ có thể rút khỏi AFC Champions League do thay đổi địa điểm.